# Previsión Sanitaria Nacional
Previsión Sanitaria Nacional (PSN) es un grupo de empresas cuyo objetivo es ofrecer un servicio integral a los profesionales universitarios, y sus respectivos colegios profesionales. Desde el punto de vista financiero, sus cifras de negocio se han multiplicado en la última década. Con un ahorro gestionado por encima de los 1.500 millones de euros y una facturación anual superior a los 200, la Entidad avanza con paso firme para convertirse en la referencia aseguradora de los profesionales universitarios de este país.

## Historia
Los orígenes de PSN se remontan a mediados de la década de 1920, cuando el médico murciano José Pérez Mateos buscó proporcionar soluciones a la falta de prestaciones sanitarias y sociales que experimentaban sus compañeros de profesión de la época y sus familias. Para llevar a cabo su proyecto de previsión social, partió de la obligatoriedad de la colegiación, instaurada en 1917, y le añadió dimensión nacional. La base fundamental de su propuesta se sustentó en la experiencia acumulada por los médicos de las provincias del Levante.
En la VIII Asamblea Nacional de Juntas Directivas de Colegios Médicos, celebrada en Barcelona en 1928, se presentó un proyecto de mutualidad sanitaria de ámbito nacional y carácter obligatorio para todos los profesionales médicos. El sistema propuesto, respaldado por estudios elaborados y presentados por el Dr. Pérez Mateos, indicaba que era posible ofrecer una cobertura adecuada de contingencias sin requerir un sacrificio financiero excesivo, acorde con la capacidad económica de la mayoría de los profesionales de la época. Este proyecto enfrentó diversos desafíos, como transformar una afiliación voluntaria en obligatoria, ampliar su alcance de local o regional a nacional, superar intereses establecidos y superar la resistencia derivada de hábitos sociales, económicos y profesionales.
Dos años después, el 27 de enero de 1930, el Gobierno aprobó un real decreto que modificaba los estatutos de la Organización Médica Colegial y establecía las bases para la creación de una institución nacional de previsión médica que “acogiendo por igual a cuantos ejerzan la medicina en España, atienda a los riesgos de invalidez y ancianidad y a procurar para las viudas y huérfanos socorros o pensiones que les permitan algún medio decoroso de subsistencia; todo ello en forma que no exija sacrificios incompatibles con la modesta capacidad económica del mayor número de profesionales”. Así, bajo amparo oficial, el 9 de mayo de 1930 se constituyó oficialmente Previsión Médica Nacional (PMN), cuya primera sede estuvo en Murcia y que estuvo presidida por el Dr. Enrique Suñer.
Después de la Guerra Civil, periodo en el que las prestaciones alcanzaron 1,7 millones de pesetas en la sección de invalidez y 38,3 millones de pesetas en vida, PMN comenzó a mostrar su capacidad para cumplir con los compromisos adquiridos con las viudas y huérfanos de médicos fallecidos, lo que contribuyó a incrementar su prestigio.
La Ley de Mutualidades, aprobada en diciembre de 1941, obligó a PMN a realizar reformas para adaptar su reglamento a las nuevas exigencias y necesidades, bajo la dirección del Dr. Manuel Bermejillo, quien asumió la presidencia en mayo de 1943. En ese momento, PMN cambió su nombre a Previsión Sanitaria Nacional (PSN) y se comenzaron a implementar diversos seguros personales —obligatorios para los mutualistas— y patrimoniales —voluntarios—. Durante la década de 1950, se crearon secciones especializadas en Enfermedad, Vejez, Automóvil, Accidente Personal, Inmobiliaria, entre otras, lo que permitió a PSN incluir a otros profesionales sanitarios como farmacéuticos, veterinarios y odontólogos.
Para 1975, PSN contaba con aproximadamente 63 000 mutualistas. En 1977, la organización se sometió a una nueva reestructuración para adaptarse a los cambios sociales y económicos derivados de la llegada de la democracia y la apertura del mercado. En consecuencia, en 1984 se reformaron los estatutos vigentes desde 1975, ampliando sus actividades más allá del ámbito sanitario y asegurador, aspectos que hasta entonces estaban vedados para las mutualidades.
Sin embargo, en 1997 la Dirección General de Seguros tuvo que internir la entidad, cesando al Consejo de Administración, debido a insuficiencias patrimoniales. Tras la puesta en marcha de un plan de rehabilitación, en 1998 se convocaron elecciones al Consejo de Administración, asumiendo la presidencia el Dr. Miguel Carrero.
En 1999, PSN permite la incorporación de colectivos de profesionales universitarios titulados, posibilidad que hasta ese momento solo tenían los sanitarios.
En 2004, PSN participa, junto a representantes de las distintas profesiones sanitarias, en la creación de la Fundación Ad Qualitatem, cuya finalidad principal es impulsar la calidad en el sector.
Desde 2008, PSN desarrolla su actividad aseguradora en Portugal. Ese mismo año, amplía sus servicios con la apertura en Madrid del primer gerhotel de la red Los Robles.
En 2009, PSN pone en funcionamiento su red de escuelas infantiles bajo la marca PSN Bicos. El primer centro se abre en La Coruña y, posteriormente, abre otros dos, uno en Salamanca y otro en Pontevedra.
A finales de 2012 inaugura en Oviedo su segundo centro residencial.
PSN amplía su colectivo gracias a las incorporaciones, entre 2014 y 2015, de la Mutualidad de Doctores y Licenciados y de AMIC Seguros Generales, S.A., entidad vinculada al mundo de la Ingeniería y operante en seguros de No Vida.
Ese mismo año nace PSN Asesoramiento y Gestión del Riesgo, S.A.U., una agencia de mediación que integra su Red Comercial para agrupar todas sus soluciones aseguradoras, una vez que PSN retorna a la actividad y creación de seguros generales: Responsabilidad Civil Profesional, Decesos, Auto, Multirriesgo. Todo ello para ofrecer a los profesionales el demandado servicio integral.
A finales de 2017 se crea PSN Gestión Socimi S.A., la primera sociedad cotizada de inversión en mercados inmobiliarios promovida por una aseguradora en España. El objetivo es gestionar los inmuebles del Grupo PSN destinados a arrendamiento, que inició su cotización en el Mercado Alternativo Bursátil (MAB, actual BME Growth). Con esta sociedad PSN se dotó de un instrumento específico para la gestión de activos inmobiliarios destinados al alquiler, ya sea a terceros o a empresas del Grupo. Así, la Entidad estableció nuevas vías de rentabilidad para el ahorro de su colectivo, al que se dio en exclusiva la posibilidad de incorporarse a la sociedad como accionistas.
En estos años se ha desarrollado un plan de renovación de oficinas, todas ellas ubicadas a pie de calle en las zonas neurálgicas de las principales ciudades del país: Murcia, Alicante, Valladolid, Pamplona, Zaragoza, Valencia, Oviedo, Vigo, Las Palmas, Tenerife, Sevilla, Madrid, Bilbao o Vitoria, entre otras muchas. Todas ellas son amplias y diáfanas, y reflejan su filosofía de servicio trasparente, cercano y accesible.

## Presidentes de PSN
- José Pérez Mateos (1930-1938). Otorrino y musicólogo. Presidió en 1928 la Asamblea de Barcelona en la que se aprobó el proyecto de creación de Previsión Médica Nacional, antecedente de PSN. Fue subsecretario de Sanidad, alcalde de Murcia, su ciudad natal, presidente de su Colegio de Médicos y de la Organización Médica Colegial.
- Enrique Suñer Ordóñez (1938-1941). Pediatra. Fue catedrático de Patología General de la Universidad de Sevilla y de la de Enfermedades de la Infancia en la Universidad de Valladolid. Presidió el Consejo General de Colegios de Médicos.
- Mariano Gómez Ulla (1941-1943). Cirujano militar. Fue jefe de los servicios de Sanidad del Ejército y presidente de la Organización Médica Colegial.
- Manuel Bermejillo Martínez (1943-1964). Catedrático de Patología, presidente de la Real Academia de Medicina y del Consejo General de Colegios Médicos y diputado de la CEDA.
- Jaime Lazcano (1964-1966).
- Manuel Morales Romero-Girón (1966-1969). Fue director del antiguo dispensario antituberculoso de Universidad (Madrid) y presidente de la Sociedad Española de Higiene. Compaginó la presidencia con la de AMA.
- Manuel Sainz y Celso Manuel Rodríguez Conde. Presidente provisional (1969-1970).
- Alfonso de la Fuente Chaos (1970-1977). Cirujano. Fue presidente del Consejo General de Colegios Médicos y de la Federación Española de Fútbol.
- José María Artamendi Mugüerza (1977-1984). Otorrino.
- José Luis Gutiérrez Herrero (1984-1989). Psiquiatra y exsenador, presidió el Colegio de Médicos de Palencia.
- Juan Blázquez Sánchez (1989-1997). Cofundador y secretario general de la CESM.
- Miguel Carrero López (1998- 2024). Licenciado en Medicina y Cirugía, especialista en Traumatología y diplomado en Medicina Escolar y en Medicina de Empresa. Ha ejercido en el Gran Hospital Real de Santiago y en el Juan Canalejo, de La Coruña. Ha sido presidente del Colegio de Médicos de La Coruña entre 1986 y 2007.
- Armando Solís de Prada. (2024- actualidad) Licenciado en Veterinaria con especialidad en Medicina y Sanidad, actualmente preside del Colegio de Veterinarios de Asturias desde 2001 y es tesorero además de la Red Española de Identificación de Animales de Compañía, institución que presidió durante cerca de 10 años. Solís ejerce como veterinario clínico y director de dos centros veterinarios en Asturias y, entre otras responsabilidades, ha sido representante español en la European Pet Network y consejero del Consejo General de Colegios de Veterinarios de España.